# Karl-Heitz-Stadion
Das Karl-Heitz-Stadion ist ein Fußballstadion in der baden-württembergischen Stadt Offenburg. Der Fußballverein Offenburger FV trägt hier seine Heimspiele aus. Es ist nach Karl Heitz, dem früheren Oberbürgermeister der Stadt und von 1970 bis 1975 Vereinspräsident des Offenburger FV, benannt. Die Sportanlage verfügt über rund 15.000 Zuschauerplätze, von denen 10.000 durch den DFB zugelassen sind. Außerdem sind 500 davon überdachte Sitzplätze.

## Geschichte
Die Anlage wurde in der Zeit von 1956 bis 1957 erbaut und 1957 eröffnet. 1984 fand das Finale der Deutschen Fußball-Amateurmeisterschaft im Karl-Heitz-Stadion statt. Der Offenburger FV gewann dieses mit 4:1 gegen den SC Eintracht Hamm. Von 2001 bis 2002 wurde die Stadion renoviert und erweitert, wobei auch ein Pressezentrum eingerichtet wurde.

## Zukunft
Der Offenburger FV plant an anderer Stelle den Neubau eines Stadions. Der Grund ist die Ausrichtung der Landesgartenschau 2032 auf dem Gelände des Stadions. Dafür muss die Sportanlage abgerissen werden. Der Baubeginn soll 2025 erfolgen und 2027 plant der OFV den Einzug in die neue Heimat. Die Stadt Offenburg hat im Haupt- und Bauausschuss einen aktualisierten Zeitplan vorgestellt. Auf einem rund 180.000 m² großen Grundstück zwischen dem Schaiblestadion und der Schwarzwaldbahn soll der „Sportpark Süd“ entstehen. 95.000 m² sind bereits im Besitz der Stadt. Des Weiteren will die Stadt insgesamt 70.000 m² aus dem Besitz von 42 privaten Eigentümern erwerben. Weitere 15.000 m² gehören als Erbbaurecht zum Gelände des christlichen Jugenddorfs. Ende 2026 soll der erste Abschnitt des neuen Offenburger Sportparks Süd fertiggestellt sein und danach beginnt ab 2027 der Abriss des Karl-Heitz-Stadions. Das Stadion wird im Erstausbau 4999 Plätze bieten. In einem zweiten Schritt könnte es auf 10.000 Plätze erweitert werden.